# Anchoa argentivittata
Anchoa argentivittata е вид лъчеперка от семейство Engraulidae. Видът е незастрашен от изчезване.

## Разпространение и местообитание
Разпространен е в Гватемала, Еквадор, Колумбия, Коста Рика, Мексико, Никарагуа, Панама, Перу, Салвадор и Хондурас.
Среща се на дълбочина от 0,5 до 146 m, при температура на водата от 14,1 до 23,2 °C и соленост 34,4 – 35 ‰.

## Описание
На дължина достигат до 12,5 cm.